# Processo
Processo (do latim procedere) é um termo que indica a ação de avançar, ir para frente (pro+cedere) e é um conjunto sequencial e particular de ações com objetivo comum. Pode ter os mais variados propósitos: criar, inventar, projetar, transformar, produzir, controlar, manter e usar produtos ou sistemas.

## Administração
Em administração de empresas,  processo é a sequência de atividades realizadas na geração de resultados para o cliente, desde o início do pedido até a entrega do produto. De acordo com outro conceito mais moderno, que é multidisciplinar, é a sincronia entre insumos, atividades, infraestrutura e referências necessárias para adicionar valor para o ser humano.
Em gerenciamento de processos (também apelidado BPM), o processo de negócio é uma sequência de tarefas (ou atividades) que ao serem executadas transformam insumos em um resultado com valor agregado. A execução do processo de negócio consome recursos materiais e/ou humanos para agregar valor ao resultado do processo. Insumos são matérias-primas, produtos ou serviços vindos de fornecedores internos ou externos que alimentam o processo. Os resultados são produtos ou serviços que vão ao encontro das necessidades de clientes internos ou externos.
Dada a similaridade das suas composições, "Função de Negócio" e "Processo de Negócio" são conceitos que frequentemente suscitam dúvidas entre as pessoas interessadas em formar um melhor entendimento a respeito dos elementos de uma arquitetura de negócios. Ambos são "coisas que a empresa faz", no entanto, os processos são transfuncionais (ou horizontais), já que atravessam diversas barreiras funcionais enquanto que as funções, que em conjunto contribuem para a missão da empresa, são verticais (ex.: contabilidade, vendas, logística).
Em gerência de operações, é a sequência de passos, tarefas e atividades que convertem entradas de fornecedores em uma saída. Exemplos de processos incluem a formação, preparação, tratamento ou melhora de materiais em suas características físicas ou químicas, resultando na sua transformação.

## Noutros campos de conhecimento
Em Direito,  processo é um modo de proceder, necessário ao válido exercício do poder (do Estado).  Processo judicial é o instrumento pelo qual se opera a jurisdição, cujos objetivos são eliminar conflitos e fazer justiça por meio da aplicação da Lei ao caso concreto. O processo no direito é necessariamente formal, com o objetivo de se buscar a imparcialidade, legalidade e isonomia na consecução das atribuições do Estado. A formalidade do processo também atua como barreira à busca de interesses individuais e à prática de arbitrariedades por aqueles que estão no Poder.
O Estado utiliza o processo em todos as suas atividades, em quaisquer dos poderes: Executivo, Legislativo e Judiciário, para a consecução de fins variados. Desta forma, existe o processo administrativo, o processo legislativo, e o mais comum, o processo judicial.
Em anatomia chamam-se processos às saliências ou protuberâncias naturais que órgãos, como os ossos, apresentam nos organismos.
Em psicologia, processo é o desempenho de uma atividade cognitiva composta: uma operação que afeta o conteúdo mental; "o processo do pensamento"; "o processo cognitivo da memória".
Em Engenharia de Alimentos, processo é o conjunto de atividades ou operações industriais que modificam as propriedades das matérias-primas com o propósito de obter produtos que atendam as necessidades da sociedade.